# Anne Panther

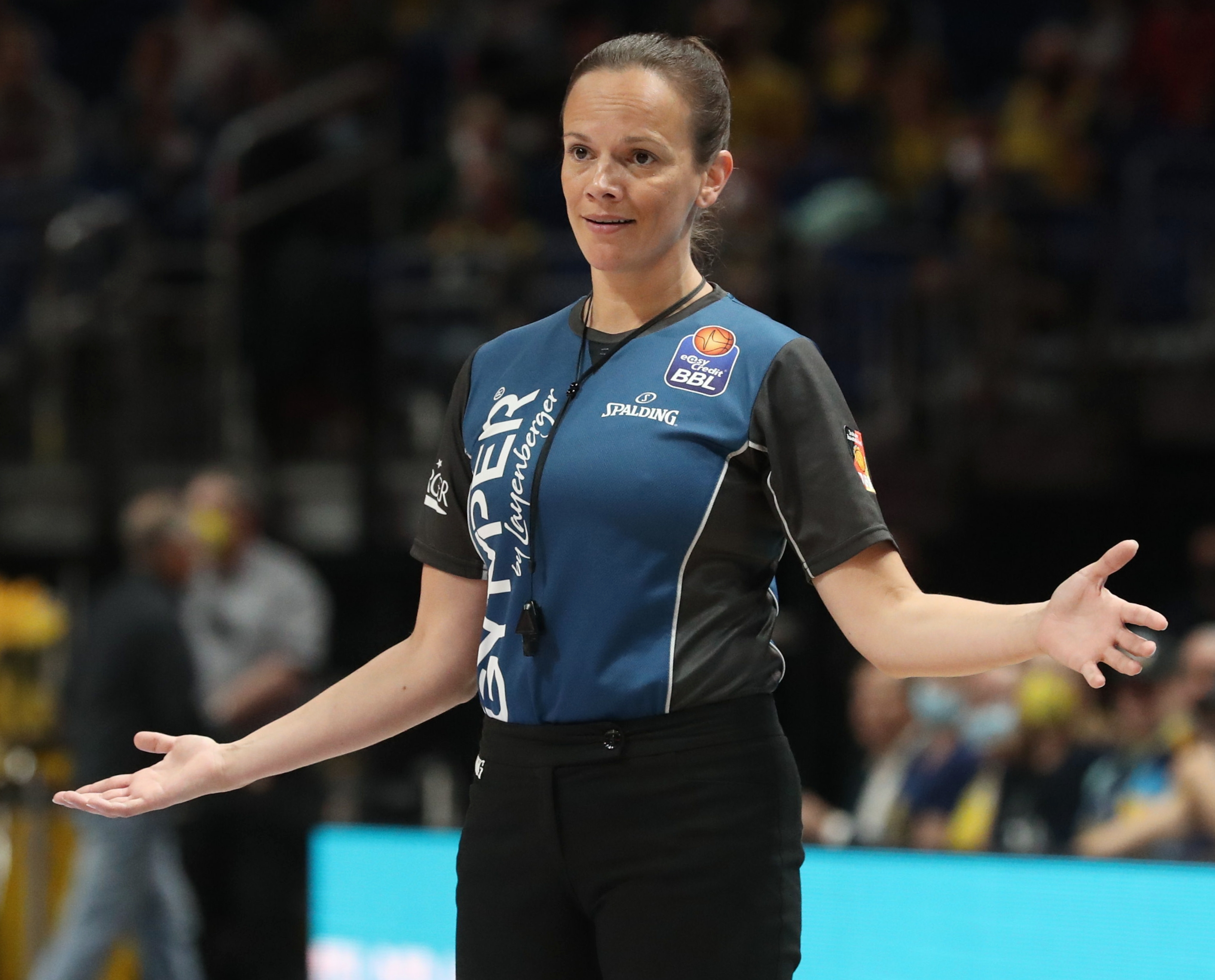
Anne Panther (2022)

Anne Panther (* 18. Juni 1982 in Schwerin) ist eine deutsche Basketballschiedsrichterin mit Lizenz der Fédération Internationale de Basketball (FIBA). Sie ist nach Silvia Otto und Petra Kremer die dritte Schiedsrichterin in der höchsten deutschen Spielklasse, der Basketball-Bundesliga. Neben ihr pfeift mit Danjana Rey noch eine weitere Frau Spiele in der BBL. Sie ist die einzige deutsche Schiedsrichterin, die auch internationale Spiele leiten darf.

## Leben
Mit 13 Jahren begann Panther, Streetball zu spielen. Angefangen von der „German Streetball Tour“ bis hin zu den Deutschen Meisterschaften nahm sie an Turnieren teil. Später ging sie in einen Basketball-Verein.
Beim Schweriner SC spielte sie unter anderem in 2. Damen-Basketball-Bundesliga. Sie erwarb ihre erste Schiedsrichter Lizenz (D-Lizenz) im Alter von 15 Jahren. 2 Jahre später erhielt sie die C-Lizenz, die es ihr erlaubte, Spiele von der Oberliga bis zur Regionalliga zu leiten. Sie war Deutsche Streetball-Meisterin.
Am 5. April 2009 leitete sie ihre erste Partie in der Basketball-Bundesliga, 2011 wurde sie in den A-Kader berufen und pfeift seitdem offiziell Bundesligaspiele. 2012 erwarb sie eine Schiedsrichterlizenz der FIBA, mit der sie auch internationale Spiele pfeifen darf, und wurde als erste weibliche Schiedsrichterin als Crew Chief beim Albert-Schweitzer-Turnier eingesetzt. 2016 wurde sie als eine von nur fünf Frauen als Schiedsrichterin für die Olympischen Sommerspiele nominiert. Als Schiedsrichterin ist sie für die TG Sandhausen gemeldet. Im Jahr 2016 beendete sie ihre Spielerkarriere in der zweiten Mannschaft des USC Heidelberg, um Verletzungen zu vermeiden. Seit 2016 leitet sie außerdem Spiele in der EuroLeague, der höchsten europäischen Spielklasse für Männer. Panther wurde 2019 als eine von acht Schiedsrichtern nominiert, beim Final-Four-Turnier der EuroLeague zu pfeifen. Sie ist die erste Frau, die in diesem Turnier als Schiedsrichter fungiert.
Panther arbeitet im Management des Universitätsklinikums Heidelberg.

## Leistungen als Schiedsrichterin

### Ligaspiele
- ProA (seit 2007)
- ProB (seit 2007)
- 1. Damen-Basketball-Bundesliga (seit 2006)
- Basketball-Bundesliga: >250 Einsätze (seit 2009, offiziell seit 2011)[7]
  - BBL-Top-Four-Finale: 2016 plus Top 4 Teilnahmen 2017 und 2018
  - BBL-Pokal-Finale: 2019
  - Play-off-Finale: 2016, 2017, 2018, 2019
- EuroLeague: 23 Einsätze (seit 2016)[8]
  - Final-Four-Turnier: 2019
- Euroleague Women
  - Final-8-Finale: 2014
  - Final 4: 2015 in Prag, 2016 in Istanbul

### Turniereinsätze
- U-18-Europameisterschaft (weiblich): 2012
- U-19-Basketball-Weltmeisterschaft (weiblich): 2013
- Basketball-Weltmeisterschaft der Damen: 2014
- Basketball-Europameisterschaft der Damen: 2015 (Finale)
- Olympische Spiele: 2016 (Spiel um Platz 3)
- Albert-Schweitzer-Turnier: 2016